# تپه آلک ۳
تپه آلک ۳ مربوط به هزاره اول قبل از میلاد است و در شهرستان بوئین‌زهرا، بخش آوج، روستای کلنجین واقع شده و این اثر در تاریخ ۱۹ اسفند ۱۳۸۰ با شمارهٔ ثبت ۴۹۳۵ به‌عنوان یکی از آثار ملی ایران به ثبت رسیده است.